# Parròquia de Ranka
La Parròquia de Ranka (en letó: Rankas pagasts) és una unitat administrativa del municipi de Gulbene, Letònia. Abans de la reforma territorial administrativa de l'any 2009 pertanyia al raion de Gulbenes.

## Pobles, viles i assentaments
Els llogarets de la parròquia de Ranka són:
- Sprogi
- Birzuli
- Kakupi
- Lacumeri
- Vecamuiza
- Pavarini
- Dukuli
- Augstkalni
- Pluksi
- Papani
- Kartonfabrika
- Ranka
- Salina
- Branti
- Lacites
- Sejatas
- Lukes
- Reveli
- Kezi
- Mezsiliesi

## Rius
- Gauja
  - Azanda
    - Sece

  - Degļupīte
  - Lazdupīte
  - Palsa
    - Ušmaņu strauts

  - Saliņupīte
  - Uriekste
  - Vizla

### Llacs i embassaments
A la parròquia de Ranka hi trobem diversos llacs, incloent-hi:
- Llac Kalmodu (23 ha)
- Llac Cepļu (12 ha)
- Teļezers

La parròquia també té diversos embassaments artificials:
- Embassament de Cerētu
- Embassament d'Uriekstes

### Pantans
- Pantà de Lielais (234 hectàrees a la part nord de la parròquia Varinu)
- Pantà d'Apšupes (125 ha)
- Pantà de Kaudzīšu (117 ha)
- Pantà de Ruciņu
- Pantà de Skalu

## Transport
Les carreteres regionals P33 i P27 discorren a través de Ranka. I Ranka disposa de dues estacions de tren:
- Uriekste
- Ranka

## Persones notables
- Uldis Pūcītis (1937—2000), actor